# Ashot IV
Ashot IV (en armenio: Աշոտ Դ: , muerto c. 1040–41), apodado Kaj, i.e. "el Valiente, el Bravo", era el hijo más joven del rey Gagik I de Armenia.

## Vida
Cuándo su hermano mayor Hovhannes-Smbat  fue entronizado Rey de Armenia como legítimo heredero Bagratuni (Rey de Ani), Ashot se sintió profundamente descontento, ya que tenía aspiraciones al trono. Así que organizó una campaña militar con sus seguidores que asediaron y conquistaron la capital de Ani, usurpando el poder y destronando al rey Hovhannes-Smbat en 1021.
Pero más tarde se llegó a un acuerdo entre ambos hermanos, de modo que el heredero legal recuperaría el poder, pero solo sobre la capital y alrededores, mientras que Ashot sería el rey de las provincias más cercanas a Persia y Georgia. El gobierno simultáneo de los dos hermanos continuó con Hovhannes-Smbat (1020–1040) y Ashot IV (1021–1039).
Aun así, pese al acuerdo, los enfrentamientos, a veces militares, continuaron entre ambos hermanos, contribuyendo al debilitamiento de los Bagratuni.
Su turbulento reinado fue seguido por el de Gagik II, el último rey de la dinastía de 1042-1045 cuándo la dinastía finalmente se colapsó.
Ashot IV de hecho pudo ser el octavo Ashot de su linaje, pero fue el cuarto Ashot en ocupar el trono, siendo los anteriores Ashot I de Armenia, (Ashot el Carnívoro) que gobernó de 884-890, Ashot II (Ashot Yerkat' (Ashot el de Hierro), 915-930, Ashot III Voghormats, (Ashot el Gentil) 953-977.
Su hijo, Gagik II, más tarde asumiría el trono y se convertiría en el último rey Bagratuni en portar la corona armenia.
| Precedido por Gagik I | Rey de Armenia (Reino Bagrátida de Armenia) como rey de varias provincias 1021–1039 junto con Hovhannes-Smbat (Rey de Ani) (1020-1040) | Sucedido por Gagik II |

- Datos: Q2633027